# 12. Jahrtausend v. Chr.
Portal Geschichte | Portal Biografien | Aktuelle Ereignisse | Jahreskalender | Tagesartikel

◄ |
13. Jahrtausend v. Chr. |
12. Jahrtausend v. Chr. | 11. Jahrtausend v. Chr.  | ►
| Übersicht Urgeschichte | Übersicht Urgeschichte | Übersicht Urgeschichte | Übersicht Urgeschichte |
| ---------------------- | ---------------------- | ---------------------- | ---------------------- |
| Holozän                | (➚ Frühgeschichte)     | (➚ Frühgeschichte)     | (➚ Frühgeschichte)     |
| Holozän                | Eisenzeit              |                        |                        |
| Holozän                | späte Bronzezeit       |                        |                        |
| Holozän                | mittlere Bronzezeit    |                        |                        |
| Holozän                | frühe Bronzezeit       |                        |                        |
| Holozän                | Bronzezeit             |                        |                        |
| Holozän                | Kupfersteinzeit        |                        |                        |
| Holozän                | Jungsteinzeit          |                        |                        |
| Holozän                | Mittelsteinzeit        |                        |                        |
| Pleistozän             | Jungpaläolithikum      |                        |                        |
| Pleistozän             | Mittelpaläolithikum    |                        |                        |
| Pleistozän             | Altpaläolithikum       |                        |                        |
| Pleistozän             | Altsteinzeit           |                        |                        |
| Pleistozän             | Steinzeit              |                        |                        |

Das 12. Jahrtausend v. Chr. beschreibt den Zeitraum von 12.000 v. Chr. bis 11.000 v. Chr.
Über dieses Jahrtausend ist wenig bekannt. Kulturelle Entwicklungen und geologische Ereignisse können nur sehr grob diesem Jahrtausend zugeordnet werden. Das 12. Jahrtausend v. Chr. gehört dem erdgeschichtlichen Zeitalter des ausgehenden Pleistozäns an und befindet sich am Ende der letzten Eiszeit. Innerhalb der Menschheitsgeschichte gehört das 12. Jahrtausend v. Chr. zur Steinzeit, genauer zum Ende der Altsteinzeit bzw. Paläolithikum.

## Kulturen im 12. Jahrtausend v. Chr.
Es ist der Zeitraum des frühen Natufien, welches eine Kultur des Epipaläolithikums in der Levante war. Nordafrika wird von Ibéromaurusien besiedelt und In Europa existieren in dieser Zeit (unter anderem) die Magdalénien-Kultur, die Bromme-Kultur und die Federmesser-Gruppen. Außerdem fällt der Beginn der Sandia-, der Clovis- und Goshen-Kultur auf dem nordamerikanischen Kontinent in dieses Jahrtausend, die zu den paläoindianischen Kulturen gehören. In Japan entstand die Jomon-Kultur.

## Entdeckungen und kulturelle Entwicklungen
- Das Feuer wird genutzt, um Keramik zu erzeugen. In Japan fand man Keramiken, die auf 12.000 v. Chr. datiert wurden. Neuere Studien schätzen diese Funde aus den Fukui-Höhlen in Nagasaki allerdings einige Jahrtausende jünger. Diese Keramiken werden als Jomon Keramik (deutsch: Schnurmuster) bezeichnet, da ihr charakteristisches Muster durch Schnur- bzw. Kordelabdrücke erzeugt wurde.[3] Die älteste Keramik der Welt ist die Venus von Dolní Věstonice, gefunden in Tschechien und wurde auf ca. 26.000 v. Chr. datiert.[4]
- Der Mensch baut größere und robustere Behausungen als seine Vorfahren. Frühere Behausungen bestanden aus Holzpfählen behangen mit Tierhäuten oder Mammutknochen (siehe Meschyritsch (Kaniw)).[5][6]
- Der Hund wird zum Haustier. Im Magdalénien halten Menschen domestizierte Hunde als erste Haustiere.[7]
- Überreste von Backwerk wurden im nordwestlichen Jordanien gefunden und auf ein Alter von über 14.000 Jahren geschätzt. Das gefundene Brot ist somit älter als die ersten Belege des Ackerbaus. Dieser und andere Funde bestätigen, dass Menschen zu dieser Zeit Körner von Süßgräsern sammelten und mit Werkzeugen zu Mehl zerkleinerten.[8]
- Frühe Menschen sind zwischen 12.000 und 40.000 v. Chr. über Sibirien und die vereiste Beringstraße nach Alaska gelangt.[9][10] Mit dem vermehrten Abschmelzen von Gletschern dringen Menschen weiter südlich auf dem amerikanischen Kontinent vor.[11] 12.000 v. Chr. lebten Menschen in Peru, in Ayacucho[10] und um 11.000 v. Chr. erreichen erste Menschen Chile.[6]

## Geographie
- Am Ende der letzten Eiszeit gräbt der Nil sein Flussbett, als der Wasserspiegel im afrikanischen Victoriasee durch Schmelzwasser ansteigt.[12][13]
- Die Beringstraße wird überflutet, so dass nach Nordamerika eingewanderte Asiaten nur weiter südwärts ziehen können. Etwa 9000 v. Chr. erreichen Menschen Patagonien.[6]